# 라 오트라 카라 델 알마
《라 오트라 카라 델 알마》(스페인어: La otra cara del alma)는 2012년에 방영된 멕시코의 텔레노벨라이다.